# Impulsion électromagnétique dans la culture populaire
La foudre a longtemps été utilisée comme un dispositif dramatique dans la fiction populaire. Un générateur d'IEM non-nucléaire (NNEMP) apparut dès 1965, dans Les Sentinelles de l'air. Au début des années 1980, un certain nombre d'articles sur les impulsions électromagnétiques nucléaires (NEMP) dans la presse populaire, répand la connaissance du phénomène dans la culture populaire, ,,.
Les IEM ont par la suite été utilisés dans une grande variété de fictions et d'autres aspects de la culture populaire.
Le cinéma dépeint souvent les effets d'une impulsion électromagnétique de manière incorrecte. Ce problème est devenu si grave qu'il a été abordé dans un rapport du Laboratoire National d'Oak Ridge par Metatech Corporation.
L'Air Force Space Command des États-Unis a demandé au professeur de science Bill Nye de réaliser une vidéo pour l'Armée de l'air appelé Hollywood vs EMP, de sorte que les personnes rencontrant de vrais IEM ne soient pas perturbés par le cinéma de fiction. Cette vidéo n'est pas disponible pour le grand public.

## Cinéma
- Dans le film Superman Returns, les cristaux de la planète Krypton utilisés dans l'eau par Lex Luthor génèrent une IEM qui produit une coupure de courant générale et endommagent le système de libération entre une navette spatiale et l'avion dans lequel se trouve Lois Lane.
- Dans le film Captain America: Civil War le principal antagoniste Helmut Zemo utilise une IEM pour faire diversion et pouvoir hypnotiser James Barnes.
- Dans le drama Three Days, une bombe EMP est utilisée pour l’enlèvement du président.
- Le film GoldenEye simule l’utilisation d’une arme basée sur cette technologie.
- Dans le film Le Dernier Pub avant la fin du monde, l'évasion de l'entité occupant le village fictif de Newton Haven entraîne une IEM ramenant les habitants de la planète au Moyen Âge.
- Le film Matrix utilise aussi ces technologies secondairement, mais de manière non négligeable. Il s’agit des EMP (ElectroMagnetic Pulse), provoquant la panne de tout circuit électronique situé dans le rayon d’action de l’explosion.
- Dans le film 2 Fast 2 Furious, la Nissan Skyline de Brian est neutralisée par un harpon utilisant cette technologie. Plus tard, lors d'une course poursuite sur une voie d'autoroute, des policiers font de nouveau usage de ces harpons.
- Dans le film Transformers 2, lorsque Devastator détruit la pyramide, l'armée utilise un canon dit « EMP » .
- Dans Ocean's Eleven, les casseurs utilisent une bombe EMP pour neutraliser tout le système électrique et électronique de Las Vegas.
- Dans le film d'horreur L'Impulsion, des esprits venant d'outre-monde pénètrent parmi les vivants par l'intermédiaire d'impulsions électromagnétiques provenant d'objets électroniques.
- Dans le téléfilm américain Le Jour d'après, la scène du bombardement destructif de Kansas City est précédée par l'utilisation d'une IEM. Cette scène montre de façon assez réaliste ses effets au-dessus d'une zone d'activité (panne électrique générale, paralysie du flux automobile, etc.).
- Dans Fusion, Rome est détruite en quelques minutes par des éclairs électromagnétiques.
- Dans le film Que justice soit faite, une IEM est utilisée pour rendre inutilisables les voitures des forces de police.
- Dans le film Small Soldiers, un transformateur électrique explose et génère une IEM qui détruit les jouets robotisés.
- Dans le film Godzilla de 2014, les « MUTO » utilisent des EMP pour paralyser les infrastructures humaines.
- Dans le film L'Aube Rouge les forces russes et nord-coréennes utilisent une IEM pour paralyser la défense américaine et envahir les États-Unis.

## Séries télévisées
- Dans la série télévisée 24 heures chrono, deux bombes de ce type ont été utilisées ; la première, durant la saison 4, par une société d'armement militaire afin de cacher ses dossiers à la cellule anti-terroriste, privant une partie de Los Angeles d'électricité ; la seconde, durant la saison 8, par les terroristes afin de mettre hors service la Cellule de New York.
- Dans la série Falling Skies, les extraterrestres utilisent un IEM pour détruire les moyens de communication de l'humanité, point de départ de l'errance des survivants.
- Dans la série Stargate SG-1, le Colonel Carter utilise les amortisseurs inertiels d'un F-302 pour créer une impulsion électromagnétique afin de couper la connexion entre un satellite Ori et le poste de commandement du protectorat de Rand.
- Dans la série Stargate Atlantis, le Major John Sheppard utilise un Générateur à Naqahdah afin de produire une impulsion électromagnétique afin de neutraliser un nanovirus ayant infecté les personnes présente dans la cité.
- Dans la première saison, épisode 6, de Jericho, une IEM est utilisée après les attaques terroristes, l'ordinateur de l'agent de la NSA résiste malgré le choc, car il a été conçu pour cela.
- Dans la série télévisée Dark Angel des terroristes ont utilisé une IEM auprès des banques et font des États-Unis un pays du tiers-monde après la destruction de tout le matériel électronique.
- Dans la série animée Code Lyoko, une bombe EMP à faible portée est fabriquée pour mettre momentanément hors d'état de nuire les personnes possédées par XANA.
- Dans la série télévisée Le Retour de K 2000, la supervoiture intelligente nommée Kitt utilise de très nombreuses fois des IEM pour empêcher des malfrats de fuir à bord de leur véhicule (ce qui ne fonctionna pas dans l'un des épisodes car le malfrat avait une vieille moto n'ayant besoin d'aucune aide électronique pour fonctionner) ou une fois pour plonger un casino dans l'obscurité.
- Dans la série Chuck, un EMP portatif fait l'objet d'une recherche des agents Casey et Walker dans l'épisode 01 de la saison 4.
- Dans la série Viper, la Viper, une fois transformée, peut envoyer une décharge électromagnétique grâce aux lanceurs placés de chaque côté du bas de caisse, au niveau des portières.
- Dans la série Terra Nova, la désintégration dans l’atmosphère d'une météorite cause une impulsion électromagnétique qui détruit les installations électroniques de la base. Le commandant Taylor fait également part de l'explosion d'une IEM provoquée par les chinois lors d'un conflit passé en Somalie.
- Dans la série télévisée Terror in Resonance, les protagonistes utilisent une bombe de plutonium dans le but de créer une IEM assez puissante pour détruire les appareils et installations électroniques du Japon.
- Dans la série télévisée Revolution une IEM provoque la fin de l'électricité sur terre.
- Dans Heroes, le personnage Ted Sprague a le pouvoir d'émettre une EMP, au prix d'un important effort de concentration.

## Dans les jeux vidéo
- Dans le jeu Rage le joueur peut utiliser des bombes EMP pour ouvrir les portes des bases de l'Autorité et désactiver leur équipement.
- Dans le jeu vidéo Deus Ex le protagoniste peut utiliser des Micro bombes EMP afin de se débarrasser de robots de patrouilles armés. Des grenades EMP sont également disponibles dans Deus Ex: Human Revolution.
- Dans le jeu vidéo Perfect Dark Zero, le sniper contient un mod secondaire IEM permettant de causer un arrêt temporaire des véhicules. Le pistolet Magsec contient un tir MEMAI (Manipulation Electromagnetique d'Impulsion), permettant a la balle de ricocher dans son mode secondaire.
- Dans Metal Gear Solid, jeu vidéo, on prévoit d'utiliser une EMP dans le but de causer une crise économique qui aurait pour conséquence la perte de contrôle du monde que possèdent les « patriotes ».
- Dans Quake 4, les marines prévoient d'envoyer une bombe EMP au centre du nexus des stroggs pour acquérir un avantage stratégique sur les aliens.
- Dans les jeux Tom Clancy's:
  - Dans Rainbow Six: Siege, le personnage thatcher du SAS peut utiliser des grenades IEM qui permettent de détruire certains appareils électriques ou d'en désactiver certains pendant quelques secondes.
  - Dans le jeu vidéo Rainbow Six: Vegas, des mercenaires agissant pour le compte d'une organisation terroriste internationale disposent de plusieurs bombes à micro-ondes dont ils se servent comme arme de dissuasion pour tenter d'effrayer les autorités et la population.
  - Le scénario de Splinter Cell: Conviction, sorti en avril 2010, tourne en grande partie autour d'un complot incluant des bombes IEM. L'inventaire de Sam Fisher contient même des grenades IEM et des IEM portatives.
  - Dans le jeu Ghost Recon: Future Soldier le joueur a accès à des grenades IEM qui permettent de priver l'ennemi de son équipement et, s'il en est pourvu, de son camouflage.
- Dans la série Call of Duty:
  - Dans le jeu vidéo Call of Duty: Modern Warfare 2, un missile nucléaire est utilisé comme bombe IEM par la Task Force 141 pour paralyser la guerre à Washington, D.C. et stopper l'offensive russe. Une bombe IEM peut également être utilisée dans le mode multijoueur, après 15 frags consécutifs (dans le cadre habituel des killstreaks), désactivant ainsi le matériel électronique ennemi (lunette de visée, radar, etc.).
  - Dans le jeu Call of Duty: Modern Warfare 3, il est possible d'utiliser une « Bombe IEM » en Multijoueur grâce à la série d'éliminations de type « Soutien » en faisant 18 éliminations : celle-ci neutralise temporairement les équipements électroniques ennemis tels que les viseurs laser ou thermique, la mini-carte, les radars portatifs et autres explosifs à déclenchement par capteur ou détonateur. L'IEM empêche également les ennemis de déployer une série d'éliminations d'assaut ou de soutien (« Drone », « AC-130 », MQ-9 « Reaper »…). Il existe une variante portative de cette bombe, la grenade IEM, qui se trouve dans la catégorie « équipement de soutien » (aux côtés des grenades flash, paralysantes, du radar portatif et de l’insertion tactique). Cette grenade restreint le champ d'action des ennemis sur un rayon d'environ 10 mètres autour de l'impact, perturbant tous leurs équipements électroniques (disparition du réticule de visée, grésillement de l'écran...) et reste effective une dizaine de secondes.
  - Dans le jeu Call of Duty: Black Ops II, une grenade IEM est disponible en tant que grenade tactique en mode Multijoueur et Zombie. Il existe également une série de points appelée « Système IEM » en mode Multijoueur qui neutralise les équipements électroniques ennemis pendant une minute. Les effets sont sensiblement similaires à ceux rencontrés dans Call of Duty: Modern Warfare 3.
- Dans la série Battlefield:
  - Dans le jeu vidéo Battlefield 2142 qui utilise cette technologie dans ses armes et ses véhicules. Il est également possible de demander une frappe IEM orbitale qui paralyse tout équipement dans son rayon d'action.
  - Dans le jeu Battlefield: Bad Company 2 les russes se procurent une bombe IEM et prévoient de la faire exploser dans les États-Unis.
  - Dans Battlefield 4, une explosion IEM a lieu à Shanghai en Chine dans le mode histoire.
- Dans le jeu vidéo Crysis Warhead, des grenades à IEM sont utilisées pour déstabiliser les nanocombinaisons.
- Dans le jeu vidéo Alpha Protocol, le protagoniste (Michael Thorton) peut utiliser des grenades EMP pour passer les mini-jeux de piratages, de crochetage ou de sabotage d'alarme
- Dans le jeu vidéo StarCraft, le vaisseau laboratoire Terran peut envoyer une « onde de choc EMP » qui met à zéro le bouclier psionique des Protoss et l'énergie (mana) de toutes les unités qui en sont dotées. Dans le deuxième volet, Starcraft 2, le fantôme Terran est doté du même pouvoir.
- Dans le jeu vidéo Shattered Horizon des grenades EMP peuvent être utilisées afin de perturber temporairement les combinaisons spatiales des joueurs. Les mouvements deviennent alors difficiles. Le viseur, la simulation sonore et le radar sont désactivés, rendant le joueur atteint bien plus vulnérable.
- Dans le jeu vidéo Command & Conquer 3, un bâtiment peut être contrôlé afin d'envoyer une charge IEM dans une zone ciblée afin d'y désactiver temporairement les véhicules et structures et de faire s'écraser l'aviation, cette dernière n'y étant pas immunisé; le pouvoir de soutien GDI « artillerie onde de choc » utilise aussi cette technologie.
- Dans le jeu vidéo Fallout 3, des grenades, des mines et même un pistolet « à impulsion » sont en fait des bombes ou rayons IEM à faible intensité qui permettent de neutraliser les robots sans faire de dégâts aux humains. Le pistolet étant dans le jeu une arme unique bien dissimulée, il n'existe pas de mécanisme similaire dans la réalité.
- Dans le jeu vidéo Iron Man un EMP peut être utilisé pour empêcher l'ennemi de bouger pendant environ 30 secondes.
- Dans le jeu vidéo Ratchet: Gladiator un EMP peut être utilisé pour désactiver une tourelle de missiles.
- Dans le trailer du jeu vidéo Homefront diffusé à l'E3 2010, on peut voir une attaque EMP par satellite de la Corée sur les États-Unis.
- Dans le jeu Need for Speed: Hot Pursuit on peut y voir des attaques d'IEM sur des voitures ou hélicoptères adverses.
- Dans le jeu GoldenEye 007, le scénario est le même que le film (GoldenEye) : James Bond doit empêcher l'explosion d'un missile IEM sur Londres.
- Dans la série de jeux Halo, le pistolet à plasma, ainsi que d'autres équipements, permettent de lancer une IEM et neutraliser les boucliers énergétiques ; ils permettent également, dans les jeux récents, d'immobiliser les véhicules et, dans certains cas, de neutraliser leurs armes.
- Dans le jeu Star Wars Battlefront 2, une grenade IEM est disponible en tant que grenade offensive par les clones pour détruire les droïdes.
- Dans le jeu vidéo Grand Theft Auto V, une des missions de braquage en ligne consiste à aller dans un porte-avion pour voler un avion de chasse équipé d'une bombe IEM et de déposer cette bombe IEM dans un laboratoire afin de couper l'alimentation.
- Dans le jeu vidéo Just Cause 2, une impulsion IEM se déclenche dès que le joueur s'approche de l'île de Hantu au nord-ouest de la carte, détruisant tous les avions et bateaux dans la zone.
- Dans le jeu en ligne Overwatch, le personnage de Sombra peut déclencher une vague d'IEM afin de priver les adversaires de leurs boucliers de leurs capacités spéciales.
- Dans le jeu vidéo Legendary, l'un des niveaux consiste à déployer des IEM pour détruire un golem.

## En littérature
- Dans le roman Warday (en) de Whitley Strieber et James Kunetka édité en 1984, les auteurs décrivent les effets d'une IEM due à une guerre nucléaire limitée soviéto-américaine en 1988 et ses conséquences à long terme.
- Dans le livre Une seconde après de William R. Forstchen, une bombe IEM plonge les États-Unis dans le chaos total en éliminant tout moyen de communication et de transport, ce qui cause finalement la mort de centaines de millions de personnes.
- Dans le roman Le retour de l'Orchidée de Philippe Porée-Kurrer, l'effet IEM après une confrontation nucléaire constitue le principal obstacle qui empêche la civilisation de se relever.
- Dans le roman America de Stephen Coonts, l'effet IEM se produit au-dessus de Washington et de New-York à la suite de bombardements effectués par des missiles Tomahawk tirés depuis un sous-marin détourné par des pirates.
- Dans le second tome de la trilogie Chroniques de la forteresse du ciel de Baudouin Forjoucq, une activité solaire anormalement haute provoque un effet IEM généralisé à l'ensemble du globe. Le chaos apparait rapidement dans une grande majorité des endroits, les moyens de communication et de transport ayant été paralysés.

## Mangas
- Dans le manga Highschool of the Dead , la Chine tire des missiles armés d'ogives nucléaires déclenchant des impulsions électromagnétiques dans le dernier épisode de la saison 1.
- Dans le manga Chaos;Head les impulsions électromagnétiques sont utilisées pour contrôler les sens des êtres vivants.
- Dans le manga Zankyou No Terror, la bombe atomique volée génère des impulsions électromagnétiques paralysant totalement Tokyo.